# Sławomir Stępień
Sławomir Jan Stępień (ur. 29 października 1975 w Gnieźnie) – polski inżynier, doktor habilitowany nauk technicznych. Specjalizuje się dyscyplinie naukowej automatyka i robotyka oraz elektrotechnika. Zajmuje się sterowaniem optymalnym i suboptymalnym nieliniowych układów sterowania oraz sprzężonymi zjawiskami w systemach elektromagnetycznych. Adiunkt w Instytucie Automatyki i Robotyki na Wydziale Informatyki Politechniki Poznańskiej. 

## Życiorys
Studia z  automatyki i robotyki ukończył na Politechnice Poznańskiej w 2000 roku, gdzie następnie (2001) został zatrudniony i zdobywał kolejne awanse akademickie. Stopień doktorski uzyskał na Wydziale Informatyki i Zarządzania PP w 2005 na podstawie pracy pt. Dynamika elektromagnetycznych układów wykonawczych automatyki, przygotowanej pod kierunkiem prof. Andrzeja Pateckiego. Habilitował się na Wydziale Informatyki PP w 2013 na podstawie dorobku naukowego i rozprawy pt. Sprzężone modele systemów napędów elektromagnetycznych i ich wykorzystanie do celów sterowania. Pracuje jako adiunkt w Instytucie Automatyki i Robotyki Wydziału Informatyki Politechniki Poznańskiej. Jest członkiem szeregu polskich i zagranicznych organizacji naukowych i technicznych, m.in. International Compumag Society, Emerald Group Publishing, InterTech Scientific Committee oraz International PhD Workshop OWD Young Expert Committe.
Jest współautorem (wraz z M. Miedziarek) opracowania pt. Numeryczna analiza systemów dynamicznych w środowisku Matlab (wyd. PWSZ w Lesznie 2011, ISBN 978-83-928439-3-1). Artykuły publikował w takich czasopismach jak m.in. COMPEL: The International Journal for Computation and Mathematics in Electrical and Electronic Engineering, Foundations of Computing and Decision Science, Springer Verlag Series, IOS Press Book Chapters, JACS – Journal of Applied Computer Science, SIMPAT – Simulation Modelling Practice and Theory, International Journal of Numerical Modelling: Electronic Networks, Devices and Fields, International Journal of Control, Automatika,  Smart Structures and Systems - An Int. Journal, Energies, Bulletin of the Polish Academy of Science - Technical Science oraz Archives of Electrical Engineering.
Prowadzi zajęcia m.in. z Metod numerycznych i symulacji, Podstaw sterowania optymalnego, Automatyki układów pneumatycznych i hydraulicznych, Sensoryki, Modelowania i Identyfikacji itd. 
Prowadzi badania naukowe z zakresu suboptymalnych metod sterowania SDRE (State-Dependent Riccati Equation) systemów zrobotyzowanych manipulacyjnych, mobilnych z ograniczeniami nieholomicznymi jak i holonomicznymi, jak również systemów UAV (Unmanned Aerial Vehicle). Współpracuje z przemysłem.  